# Morangos Mofados
Morangos Mofados é o quarto livro de contos do escritor brasileiro Caio Fernando Abreu, sendo considerado sua obra-prima pela crítica literária. Foi escrito em 1982 e aclamado como o melhor livro daquele ano pela revista Isto É.

## Contos
O livro está dividido em três partes: "O Mofo" , "Os Morangos" e "Morangos Mofados" que dá nome a obra.
Contos de "O Mofo":
- Diálogo
- Os Sobreviventes
- O Dia em que Urano entrou em Escorpião
- Pela Passagem de uma Grande Dor
- Além do Ponto
- Os Companheiros
- Terça-feira Gorda
- Eu, Tu, Ele
- Luz e Sombra

Contos de "Os Morangos":
- Transforamações
- Sargento Garcia
- Fotografias
- Pêra, Uva ou Maçã?
- Natureza Viva
- Caixinha de música
- O Dia em que Júpiter encontrou Saturno
- Aqueles Dois

Contos de "Morangos Mofados" 
- Morangos Mofados